# Радиоэлектроника (научно-производственное объединение)
Акционерное общество «Научно-производственное объединение „Радиоэлектроника“ имени В. И. Шимко» — предприятие, специализирующееся на производстве радиоэлектронной продукции военного назначения и располагающееся в Казани, столице Татарстана.
Образовано в 1949 году как Особое конструкторское бюро при Казанском заводе авиационной радиоаппаратуры № 294. С самого начала работы предприятие стало специализироваться на создании радиоэлектроники оборонного значения, в частности, систем радиолокационного опознавания, а также самолётных запросчиков и ответчиков, телевизионной техники. В 1962 году ОКБ было преобразовано в научно-исследовательский институт, которому было поручено создание Единой системы государственного опознавания. Разработанная на предприятии система «Пароль» в 1977 году была принята на вооружение, ряд сотрудников удостоены различных государственных наград, а сам институт награждён орденом Трудового Красного Знамени. В 1966 году НИИ был преобразован в Казанский научно-исследовательский электрофизический институт, а в 1988 году — в Казанский научно-исследовательский институт радиоэлектроники. В 1997 году институт вошёл в состав новообразованного Научно-производственного центра «Радиоэлектроника», который позднее получил статус федерального с присвоением имени радиопромышленника В. И. Шимко. В 2007 году институт окончательно слит с ФНПЦ «Радиоэлектроника», преобразованным в 2011 году в акционерное общество. Предприятие до сих пор выпускает оборонную радиоэлектронику, являясь головным предприятием страны в области систем государственного опознавания.
Из-за вторжения России на Украину предприятие находится под санкциями всех стран Евросоюза, США, Украины и Японии.

## История
Научно-производственное объединение «Радиоэлектроника» имени В. И. Шимко ведёт свою историю от Особого конструкторского бюро, созданного в 1949 году при завода при Казанском заводе авиационной радиоаппаратуры № 294 Министерства авиационной промышленности СССР. Изначально ОКБ действовало как п/я № 416 под началом 17-го Главного управления МАП СССР, в 1957 году было передано в 4-е Главное управление министерства, а в 1958 году — в 4-е Управление Государственного комитета Совета министров СССР по авиационной технике. Первым начальником ОКБ в 1949—1955 годах был Б. А. Весёлов.
Первой самостоятельной опытно-конструкторской разработкой ОКБ стала система для привода самолётов в район наземного маяка под названием «Протон» (1950), определившая дальнейшее направление работы предприятия и его судьбу в целом. Радиолокационная система активного запроса и ответа «Протон» является одной из первых советских разработок такого рода в области конструирования самолётной аппаратуры, пригодной к трудным условиям работы и отличающейся высокой эксплуатационной надёжностью, а также соответствующей жёстким требованиям по габаритам и эргономике. Налаживание массового производства такой системы способствовало развитию дальнейших разработок наземной, корабельной, контрольно-проверочной и другой специальной аппаратуры. Так, вскоре была выпущена модернизированная версия «Протон-М», в которой использовались ультракоротковолновый диапазон радиоволн, фиксированные сменяемые частотные каналы, время-импульсные коды по запросу и ответу. Данная система использовалась в транспортной и десантной авиации более 20 лет. В начале 1950-х годов в ходе оказания помощи заводу № 294 в освоении выпуска телевизоров в ОКБ также сформировался коллектив специалистов по телевизионной технике. В частности, был создан ряд замкнутых телевизионных систем (гл. конструктор Ю. И. Минайкин) — «Зрачок» с рядом модификаций для кормового пушечного вооружения самолётов (1958), «Полоса» для тренажёра «Взлёт-посадка» (1961), «Посадка» для ориентирования пилота на последней стадии приземления (1961).
Начиная с 1955 года предприятие сосредоточилось на создании радиолокационных систем активного запроса и ответа, в частности систем опознавания, целью которых является идентификация государственной принадлежности обнаруженных объектов по принципу «свой-чужой», осуществляющаяся рядом радиотехнических средств — запросчиками, ответчиками и криптографической аппаратурой. Так, ещё в 1952 году появились системы госопознавания «Барий» и «Магний», а в 1954 году началась разработка системы самолётных запросчиков и ответчиков «Кремний-2». Вместе с дальнейшей модификацией «Кремний-2М» данная система активно внедрялась в эксплуатацию Советской армии и Военно-морского флота СССР. В то же время предприятием разработан ответчик «Вымпел» (гл. конструктор Н. В. Швецов), предназначенный для получения активного ответа при контроле начального участка траектории полёта стратегической ракеты. В 1959—1961 годах в ОКБ были созданы высоковольтные соединители «Киловольт», «Киловольт-2», «Киловольт-60» (гл. конструктор А. В. Канцевич), на протяжении долгих лет использовавшиеся многочисленными предприятиями. В связи с расширением задач и появлением новых производственных мощностей, ОКБ завода № 294 в 1958 году было передано в ведение Государственного комитета по радиоэлектронике, в 1959 году преобразовано в ОКБ-294, а в 1962 году — в научно-исследовательский институт под названием НИИ-334. Новым директором был назначен И. Ш. Мостюков.
В 1962 году, по решению Совета министров СССР, институту было поручено создание Единой системы государственного опознавания (ЕСГО) «Пароль» (ген. конструктор И. Ш. Мостюков), благодаря чему он стал головным предприятием в стране по средствам госопознавания. Такая единая система является унифицированной для всех видов вооружённых сил и силовых ведомств, будучи направленной на предотвращение ошибочного поражения своих же собственных объектов при ведении боевых действий, на осуществление контроля за соблюдением правил использования воздушного и надводного пространства страны, а также на взаимодействие с вооружёнными силами дружественных государств, что требует поддерживать высокие характеристики оборудования и постоянно его совершенствовать. В ходе разработки системы в НИИ-334 сформировался коллектив системотехников, радиоэлектронщиков, объединённых в ряд подразделений, специализирующихся, в частности, на шифрующее-дешифрующей, корабельной и другой аппаратуре. Для полунатурного моделирования линий опознавания системы «Пароль» также была создана установка «Волга», действовавшая на испытательном полигоне института.
В 1961 году после очередного инцидента заведующий оборонным отделом ЦК КПСС Иван Сербин на совещании со всеми участниками этой работы задал суровый вопрос: «До каких пор вы будете ставить страну на колени?». И приказал разработать такую систему, которая не дискредитируется в случае захвата аппаратуры противником. В результате негласного конкурса было принято предложение группы специалистов Особого конструкторского бюро, которое я к тому времени возглавлял. Суть его состояла в том, чтобы посредством специальных процедур раз в сутки синхронно на всех объектах, оснащенных аппаратурой опознавания, менять коды. Военные нас поддержали, и в 1962 году было издано специальное постановление ЦК КПСС и Совета Министров СССР о создании новой единой общевойсковой системы государственного опознавания, преобразовании нашего казанского ОКБ в головной институт по этой тематике и назначении меня генеральным конструктором. В 1970 году система была предъявлена на государственные испытания. Шли они долго и трудно, но, когда в 1976 году Беленко улетел в Японию, модернизировать «Кремний-2» уже не стали, а форсировали работы по нашей аппаратуре. В 1978 году нынешняя система государственного опознавания и ее аппаратура были приняты на вооружение. С этого времени захват аппаратуры противником утратил критичность.И. Ш. Мостюков, 2005 год.
Система «Пароль» принципиально отличается от систем «Кремний-2» и «Кремний-2М» наличием режима гарантированного имитостойкого опознавания, в котором соответствия между сигналами запроса и ответа стали засекречиваться с помощью средств криптографии. Работники предприятия выполнили ряд исследований в области государственного опознавания, разработали самолётные и корабельные запросчики и ответчики, контрольно-проверочную и стендовую, а также засекречивающую криптографическую аппаратуру. В 1977 году система принята на снабжение Вооружённых сил СССР. За создание новой радиолокационной системы и внедрение в эксплуатацию её средств главные конструкторы Г. М. Клибанов, Л. М. Махтеев, Ю. У. Рахматуллин, В. С. Рыжков стали лауреатами Ленинской премии (1978), институт награждён орденом Трудового Красного Знамени (1980), генеральный конструктор И. Ш. Мостюков и рабочий П. К. Рожков удостоены звания «Герой Социалистического Труда» присвоено (1980), главные конструкторы Э. К. Абульханов, В. Г. Данилов, С. Н. Медведев, А. Ф. Пироженко получили Государственную премию СССР (1983), а 265 сотрудников награждены орденами и медалями. По некоторым оценкам, система «Пароль», находящаяся на вооружении с 1980-х годов, будет использоваться на протяжении долгого времени как неподдающаяся расшифровке, стоящая на одном уровне по своим тактическим характеристикам и по ряду параметров превосходящая систему «Mark XII», использующуюся США и странами НАТО.
В 1966 году НИИ-334 был преобразован в Казанский научно-исследовательский электрофизический институт, а в 1988 году — в Казанский научно-исследовательский институт радиоэлектроники. Новым директором стал Ш. М. Чабдаров. В советское время НИИ был самым секретным предприятием Казани, о том, что там производится стало известно лишь в 1990-х годах. В 1997 году Казанский научно-исследовательский институт радиоэлектроники вместе с Казанским НИИ вычислительных систем на правах самостоятельных предприятий вошли в состав новообразованного Научно-производственного центра «Радиоэлектроника». В 1997—2004 годах генеральным директором НПО был В. Л. Сафонов, позднее осуждённый за хищение у своего предприятия порядка 18 миллионов рублей, на которые отремонтировал квартиру, поставив туда позолоченный унитаз. В 1998 году предприятие было повышено в статусе до Федерального научно-производственного центра, которому в 2000 году присвоено имя видного руководителя радиопромышленности В. И. Шимко. В 2004 году ФНПЦ «Радиоэлектроника» вошёл в число стратегических оборонных предприятий. В 2004—2009 годах директором был В. А. Иванцов, которого затем сменил В. П. Коннов. В 2007 году Федеральное государственное унитарное предприятие «Ордена Трудового Красного Знамени федеральный научно-производственный центр по радиоэлектронным системам и информационным технологиям имени В. И. Шимко» было реорганизовано с присоединением к нему КНИИРЭ, а 2011 году предприятие преобразовано в акционерное общество. В 2013 году пост директора занял Р. Н. Шарипов, а с 2020 года и по настоящее время на этой должности находится А. С. Белов.
НПО «Радиоэлектроника» входит в концерн «Радиоэлектронные технологии», является полностью федеральным государственным предприятием без татарстанского участия, а на его базе существует научно-производственный кластер из шести производителей средств госопознавания и радиоэлектронной борьбы. Основным научно-исследовательским и техническим направлением деятельности НПО «Радиоэлектроника» как головного предприятия по радиоэлектронным системам и информационным технологиям в России по сей день является разработка, испытания и внедрение в эксплуатацию радиолокационных систем активного запроса и ответа, входящих в эти системы самолётной, наземной, корабельной аппаратуры, а также измерительных комплексов. Количество сотрудников — более тысячи человек. Выручка за 2016 год составила 3 с лишним миллиарда рублей, за 2017 год — более 4 миллиардов. Научно-технические работы ведутся с привлечением местных сил, в том числе Академии наук Республики Татарстан и Казанского университета. В организации серийного производства изделий предприятия принимают участие множество управлений министерств и ведомств России, десятки заводов и предприятий. В Казанском государственном техническом университете имени А. Н. Туполева при участии НПО «Радиоэлектроника» открыта аспирантура и организована межфакультетская кафедра радиоэлектронных систем и информационных технологий, также предприятие сотрудничает с Казанским радиомеханическим колледжем.
Предприятие является основным производителем и поставщиком средств радиоопознавания («свой-чужой») и аппаратуры криптографического кодирования модернизированной системы «Пароль», а также её экспортной версии 40Д, соответствующей западным стандартам. На производстве освоены все виды обработки материалов, технологические процессы изготовления печатных плат высокого разрешения, разработка и изготовление микросборок на основе гибридных интегральных схем, устройств на поверхностных акустических волнах, внедрено более двадцати систем автоматизированного проектирования, в том числе в сфере расчётов и проектирования, автоматической коммутации разводки печатных плат, моделирования импульсных цифровых устройств на основе ПЛИС «Altera», активно ведётся внедрение самых современных технологий. Сотрудниками предприятия выполнено несколько сотен научно-исследовательских работ и опытно-конструкторских разработок, в частности, в области создания средств опознавания для авиационных комплексов радиолокационного дозора и наведения и для атомных подводных лодок, электронного ключа управления смены радиосигналов, автоматической ежесуточной смены соответствий радиосигналов, автоматической ежесуточной смены соответствий радиосигналов, применения миллиметрового диапазона волн для обеспечения высокой разрешающей способности по углам, а также разработки устройств для работы самолётных средств одновременно на две антенны.

## Руководители
| - 1949—1955: Весёлов В. А. - 1955—1960: Минайкин Ю. И. - 1960—1989: Мостюков И. Ш. - 1989—1997: Чабдаров Ш. М. - 1997—2004: Сафонов В. Л. | - 2004—2009: Иванцов В. А. - 2009—2013: Коннов В. П. - 2013—2020: Шарипов Р. Н. - 2020—н.в.: Белов А. С. |

## Награды
- Орден Трудового Красного Знамени (1980 год)[16][7].
- Занесение в Книгу почёта Казани (2019 год)[32][33].

## Местонахождение
Располагается в Казани на улице Журналистов, дом 50/3.